# Vrba (Žirovnica)
Vrba (německy Velden) je jednou z deseti vesnic v občině Žirovnica ve Slovinsku. Nachází se poblíž hranice s Rakouskem v historickém Horním Kraňsku a zároveň v Hornokraňském regionu (slovinsky Gorenjska regija). K 1. lednu 2016 tu žilo 198 obyvatel.
Poměrně nenápadná vesnice se proslavila hlavně jako rodiště slovinského básníka France Prešerena, který jí také věnoval jeden ze svých prvních sonetů. Dodnes je dochován Prešerenův rodný dům, ve stejné podobě, v jaké vypadal v první polovině 19. století. Od roku 1939 se v něm nachází muzeum věnované tomuto básníkovi.